# Лайнбург
Лайнбург (нем. Leinburg) — община  в Германии, в Республике Бавария.
Подчиняется административному округу Средняя Франкония. Входит в состав района Нюрнбергер-Ланд.  Население составляет 6412 человек (на 31 декабря 2010 года). Занимает площадь 29,42 км². Региональный шифр  —  09 5 74 139. Местные регистрационные номера транспортных средств (коды автомобильных номеров) (нем. Kraftfahrzeugkennzeichen) — LAU.
Община подразделяется на 17 сельских округов.

## Население
По оценке на 31 декабря 2015 года население общины составляет 6521 чел.
| Дата      | 1840 | 1871 | 1900 | 1925 | 1939 | 1950 | 1961 | 1970 | 1987 | 2011 |
| --------- | ---- | ---- | ---- | ---- | ---- | ---- | ---- | ---- | ---- | ---- |
| Население | 2234 | 2645 | 2581 | 2604 | 2770 | 3720 | 3649 | 4365 | 5370 | 6319 |

| Год       | 1960 | 1970 | 1980 | 1990 | 2000 | 2009 | 2010 | 2011 | 2012 | 2013 | 2014 | 2015 |
| --------- | ---- | ---- | ---- | ---- | ---- | ---- | ---- | ---- | ---- | ---- | ---- | ---- |
| Население | 3635 | 4420 | 5163 | 5722 | 6312 | 6434 | 6412 | 6336 | 6426 | 6456 | 6524 | 6521 |